# Kunratická spojka

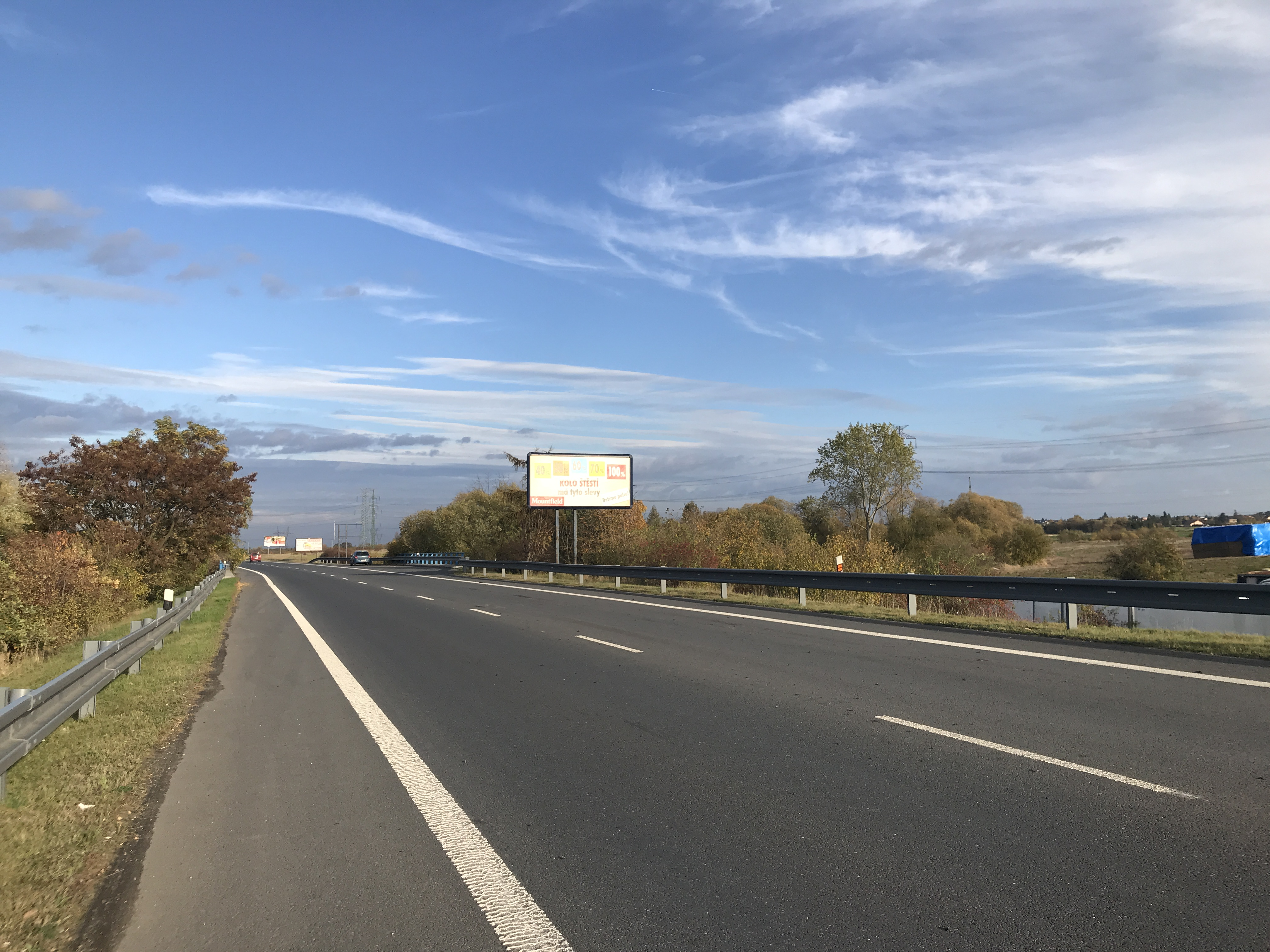
Kunratická spojka v Kunraticích, 2017

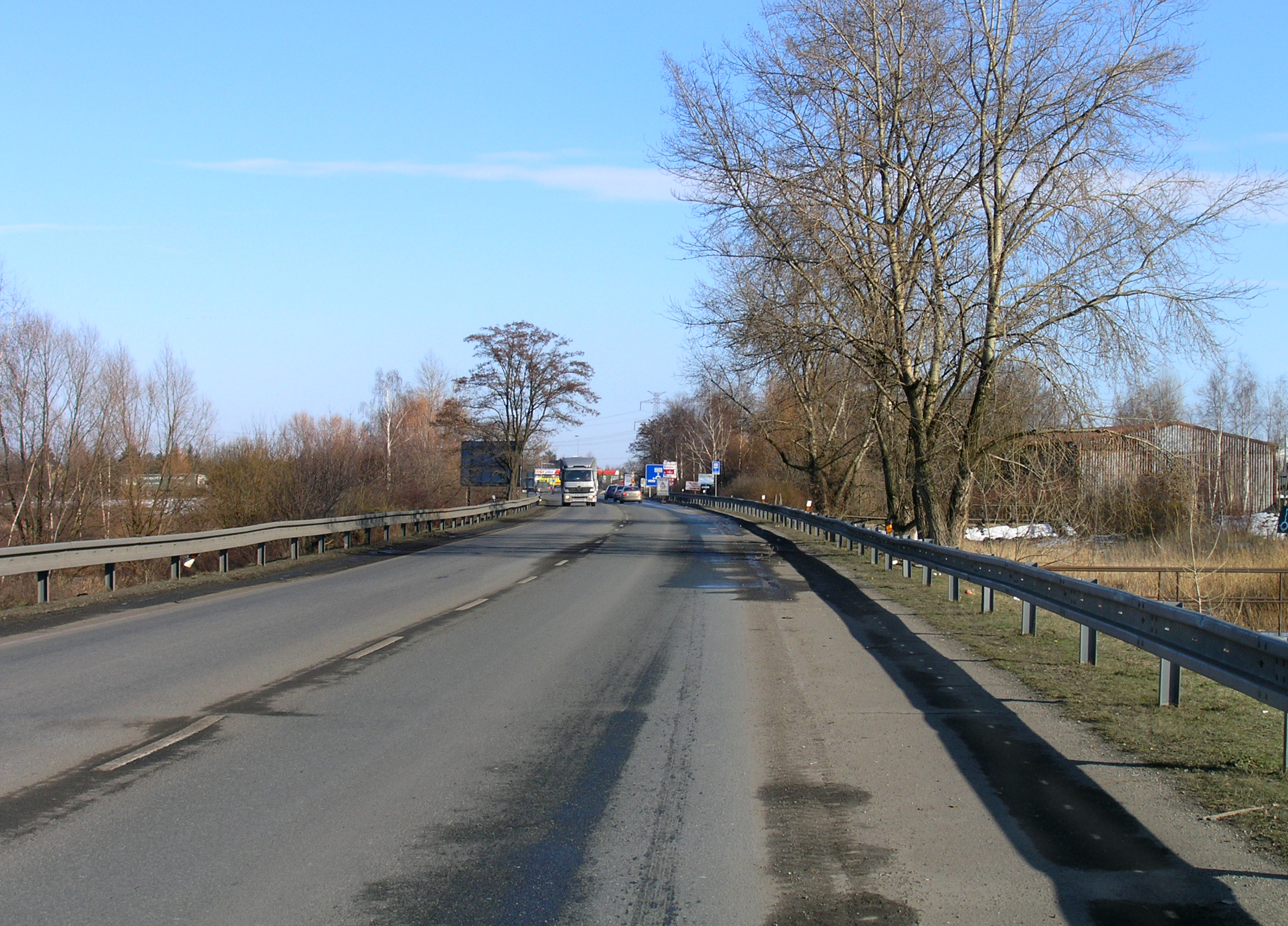
Kunratická spojka v Kunraticích

Kunratická spojka je dvouproudá komunikace na jižním okraji Prahy. Spojuje Chodov a Libuš (Písnici). Prochází prakticky mimo zástavbu a slouží především jako obchvat městské části Kunratice. Silnice je dlouhá 4,5 km.

## Trasa
Kunratická spojka začíná na Jižním Městě, konkrétně na Chodově, jako pokračování Roztylské ulice za její křižovatkou s ulicí U Kunratického lesa. Pokračuje jižním směrem nedaleko od rybníka Šeberák. Světelná křižovatka se nachází v úseku křižování s ulicí K Šeberáku. Za Olšanským rybníkem se stáčí postupně na západ. Na kruhovém objezdu se kříží s Vídeňskou ulicí (silnice II/603). Na svém konci v Písnici ústí do Libušské ulice.

## Historie
Byla vybudována v polovině 80. letech 20. století v souvislosti s výstavbou sídliště Jižní Město. V roce 2017 byl nahrazen povrch na úseku Písnice až křižovatka s Vídeňskou ulicí. V roce 2018 došlo k rekonstrukci Libušské ulice a na jejím křížení s Kunratickou spojkou vznikl nový kruhový objezd.

## Fotografie

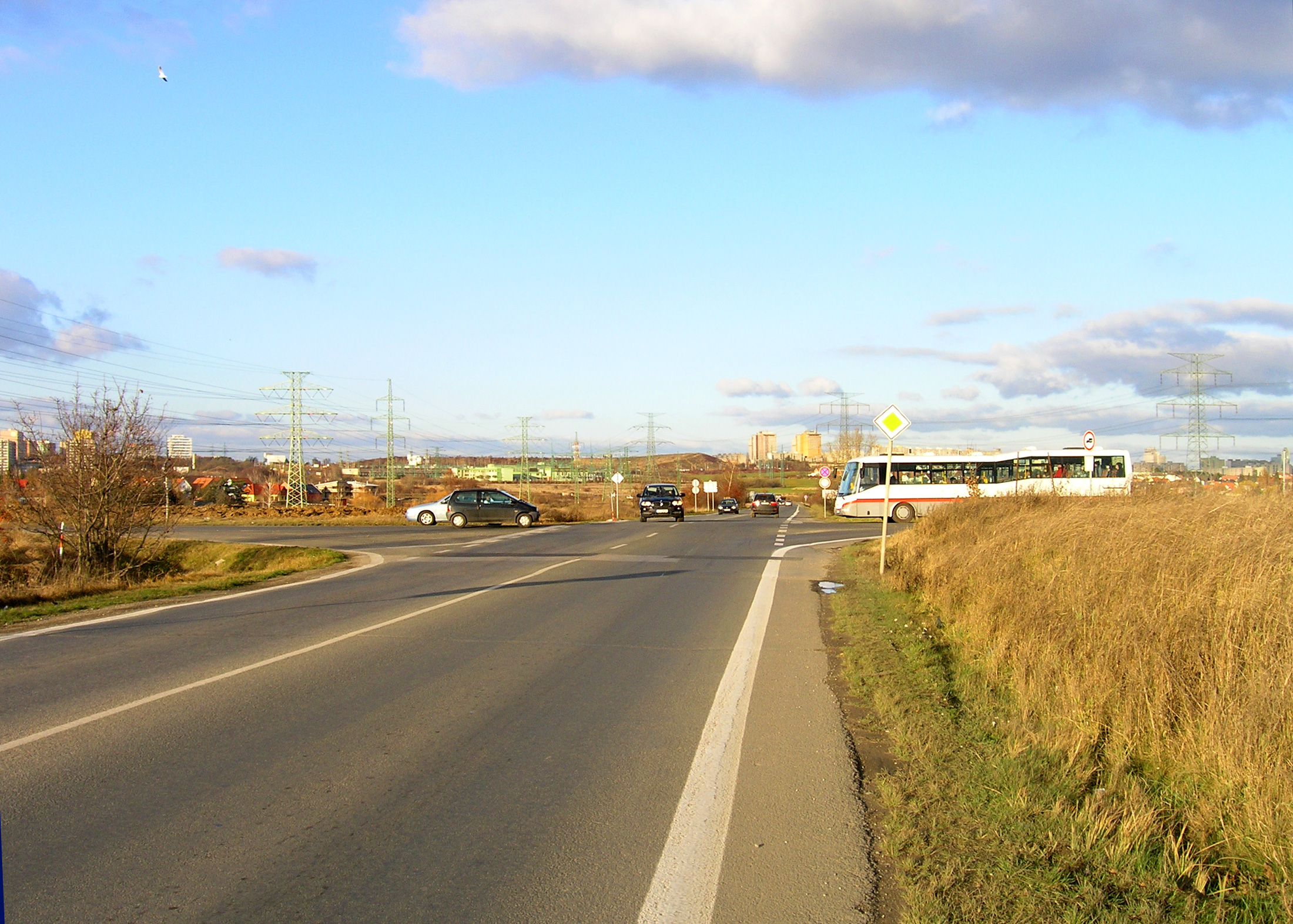
Křižovatka s ulicí K Šeberáku v Šeberově, 2018. Později bylo křížení proměněno ve světelnou křižovatku.
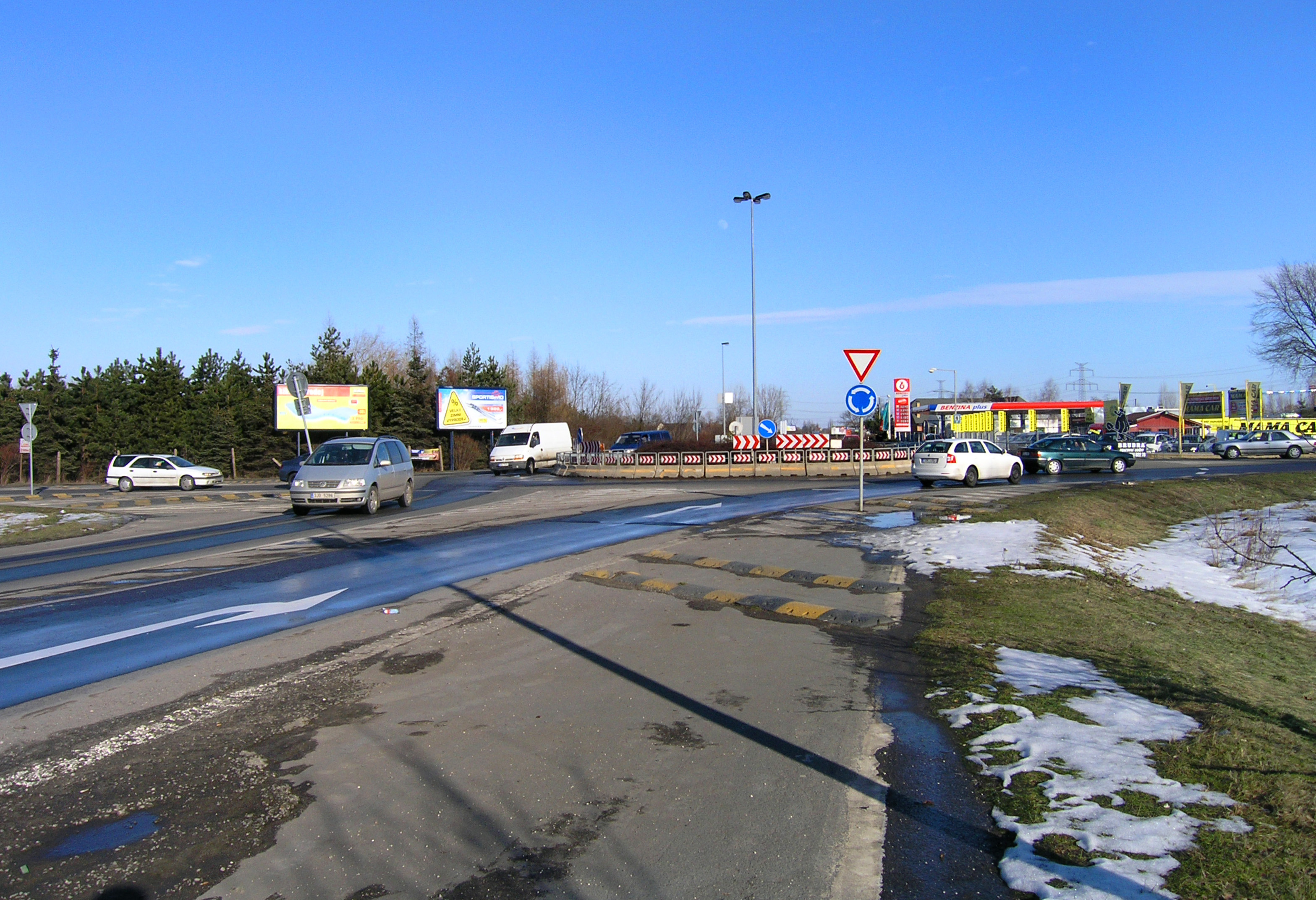
Kruhový objezd na křižovatce s Vídeňskou ulicí, 2010
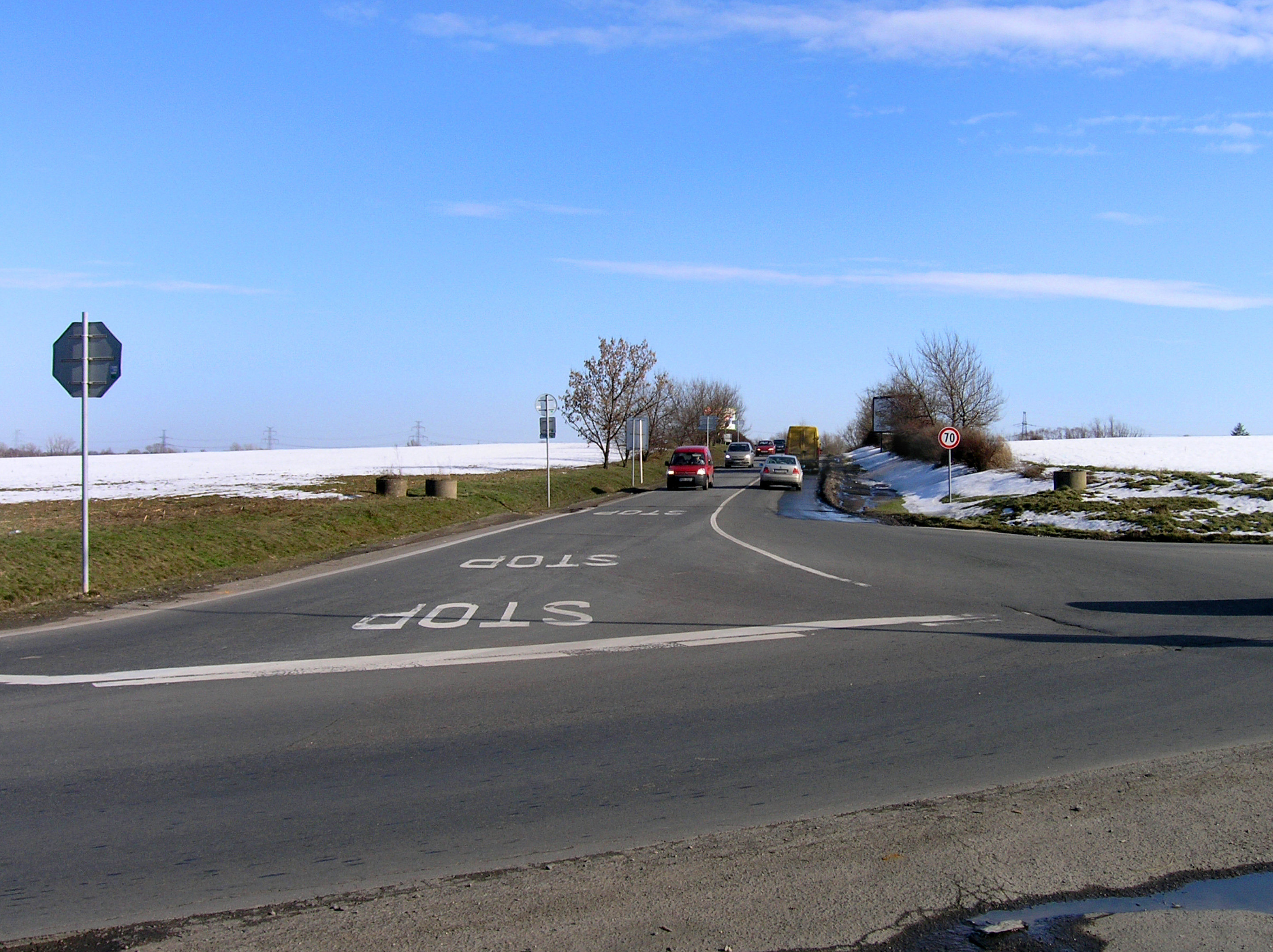
Konec Kunratické spojky v Písnici, křížení s ulicí Libušská, v roce 2018 zde vznikl kruhový objezd, fotografie je z roku 2010